# Línia T1 (Tram'Bus)

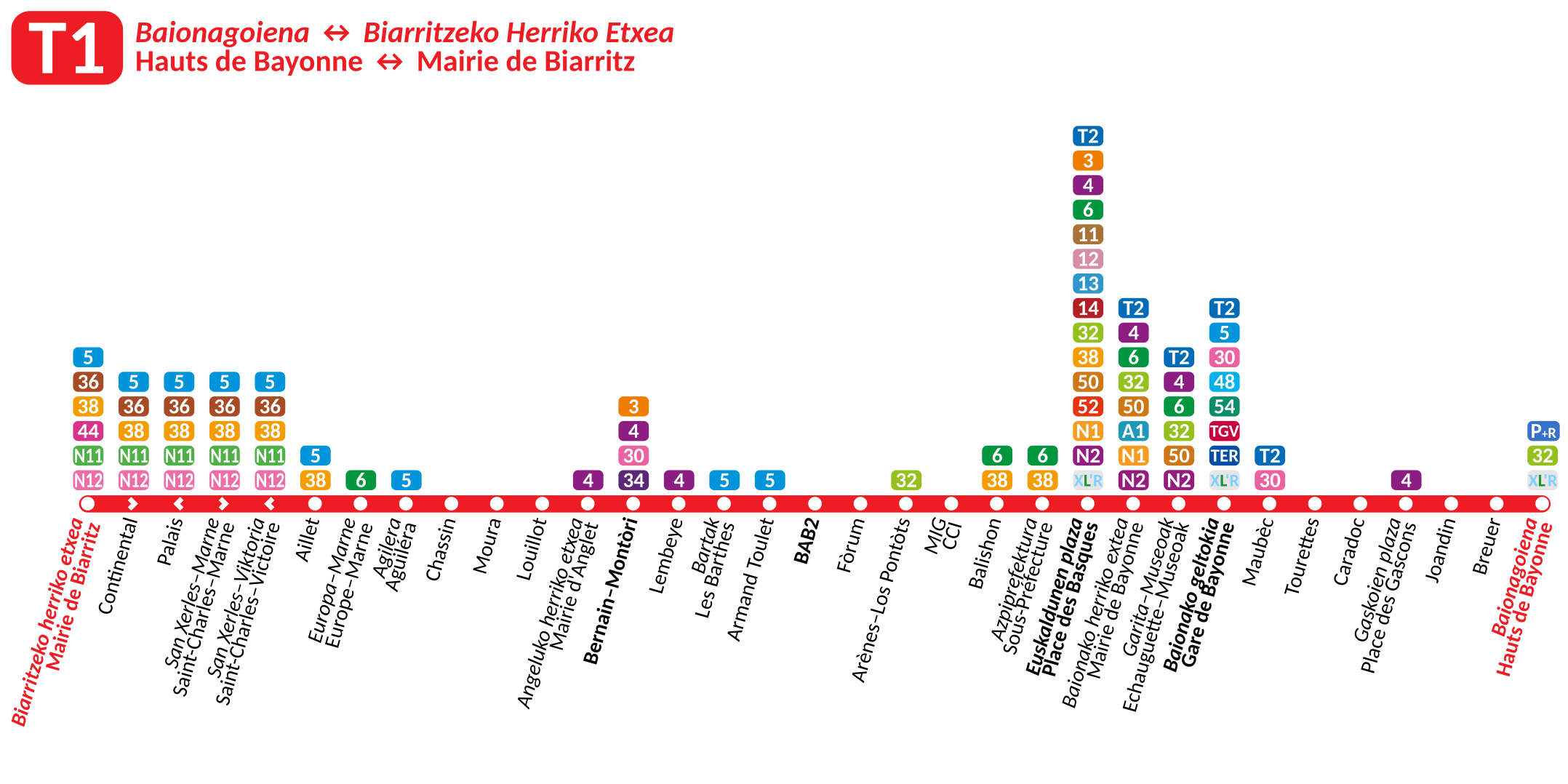
Mapa de la línia.

La línia T1 de Tram'Bus (estilitzat com ) és una de les dues línies d'autobús de trànsit ràpid de la xarxa Txik Txak. La línia compta amb 31 estacions i 12 quilomètres i uneix l'estació de Baionagoiena/Hauts de Bayonne, en el municipi de Baiona, amb l'estació de Biarritzeko herriko etxea/Mairie de Biarritz, en el municipi de Biàrritz.
Va ser inaugurada el 2 de setembre de 2019 entre les estacions de Baionagoiena/Hauts de Bayonne i Biarritzeko herriko etxea/Mairie de Biarritz.
L'any 2020 va ser utilitzada per 1 600 000 viatgers, sent la primera de les dues línies de la xarxa quant a freqüentació.

## Història
La línia va entrar en funcionament el 2 de setembre de 2019. Per a això, es va emprendre un viatge inaugural amb les principals autoritats del territori: Jean Rene Etxegarai (alcalde de Baiona i president de l'Euskal Hirigune Elkargoa), Claude Olivé (alcalde d'Anglet) i Mixel Veunac (alcalde de Biàrritz), entre d'altres.
En les setmanes següents, la principal incidència va ser que no hi havia connexió entre semàfors i que els autobusos tenien prioritat dins de la xarxa. En quatre encreuaments d'Anglet es va detectar un excessiu alentiment de vehicles: Atxinetxe, Kadran, Bernain i la rotonda d'Europa. També van ser diversos els automobilistes que van utilitzar carrils exclusius per al transport públic o que van obstaculitzar la via en algun encreuament. Quant a la freqüència de pas, va començar en 15 minuts a principis de setembre, a 13 a l'octubre i a 11 al gener de 2020.

### Cas Philippe Monguillot
El 5 de juliol de 2020, quan el conductor Philippe Monguillot aparcava el seu tram'bus en l'estació de Balishon perquè els passatgers que esperaven pugessin en el vehicle, es va adonar que diversos homes no portaven la màscareta obligatòria, en plena pandèmia de COVID-19. Per aquest motiu va abandonar la cabina de guia i va demanar als quatre homes que es posessin les màscaretes. En cas contrari, els va demanar que abandonessin el vehicle. No obstant això, la resposta dels insultats vi en forma de pallissa i el conductor va quedar en estat de mort cerebral en l'UCI de l'hospital de Baiona. Com a protesta, unes 2 000 persones van realitzar una "marxa blanca" en protesta pel que van qualificar de "assassinat" del conductor de l'autobús i van demanar justícia. La manifestació estava encapçalada per les filles i l'esposa de Philippe Monguillot. Finalment, l'home va haver de ser desconnectat de la màquina que li mantenia amb vida i els quatre homes van ser detinguts per homicidi.